# Горбунков, Григорий Фёдорович
Григорий Фёдорович Горбунков (1897—1945) — участник Великой Отечественной войны, командир отделения инженерно-минной роты 34-й гвардейской мотострелковой бригады (12-й гвардейский танковый корпус, 2-я гвардейская танковая армия, 1-й Белорусский фронт) гвардии сержант. Герой Советского Союза (1945).

## Биография
Родился в 1897 году на хуторе Малый Терновой Нижне-Чирской станицы Второго Донского округа Области войска Донского (ныне — в Чернышковском районе Волгоградской области) в семье казака. Русский.
Образование начальное. Работал в колхозе.
В 1918—1921 годы служил в Красной Армии, в составе 1-й конной армии воевал в Гражданскую войну.
В Красной Армии с октября 1941 года. Член ВКП(б). В боях Великой Отечественной войны с августа 1942 года.
Командир отделения инженерно-минной роты гвардии сержант Горбунков отличился 21 января 1945 года в боях за г. Иновроцлав (Польша). Обнаружив сосредоточение гитлеровцев в двух зданиях, подобрался к одному из них и, заложив в стену взрывчатку, произвёл взрыв, который открыл путь наступающим. Ведя разведку системы заграждений в тылу противника, подошёл к мосту и столкнулся с группой гитлеровцев, которые намеревались взорвать мост. Огнём из автомата и гранатами уничтожил фашистов и спас мост.
Погиб в бою 21 апреля 1945 года. Похоронен в Витце (ныне — Польша).

## Награды
- Медаль «Золотая Звезда» Героя Советского Союза и орден Ленина (27 февраля 1945).
- Орден Красной Звезды (17.8.1944)
- Орден Славы 3 степени (31.3.1944)
- Медали:
  - «За отвагу» (31.7.1943),
  - «За оборону Сталинграда» (1943).